# Patrick De Wever
Pour les articles homonymes, voir De Wever.
Patrick De Wever, né le 5 juin 1949 dans le Cambrésis, est un géologue français spécialiste des radiolaires. Il est professeur au Muséum national d'histoire naturelle et responsable de l'inventaire national du patrimoine géologique.

## Biographie
Géologue de formation, Patrick De Wever s’est consacré à l’étude des radiolaires (microplancton siliceux) après un séjour en Californie. Chercheur au CNRS pendant près de 20 ans. Très spécialisé il a voulu élargir son spectre d’intérêt et a rejoint le Muséum comme professeur pour prendre la direction du laboratoire de Géologie. Il s'intéresse aux relations entre la biosphère et la géosphère. Il est aujourd’hui investi dans la diffusion des connaissances et la sauvegarde du patrimoine géologique.

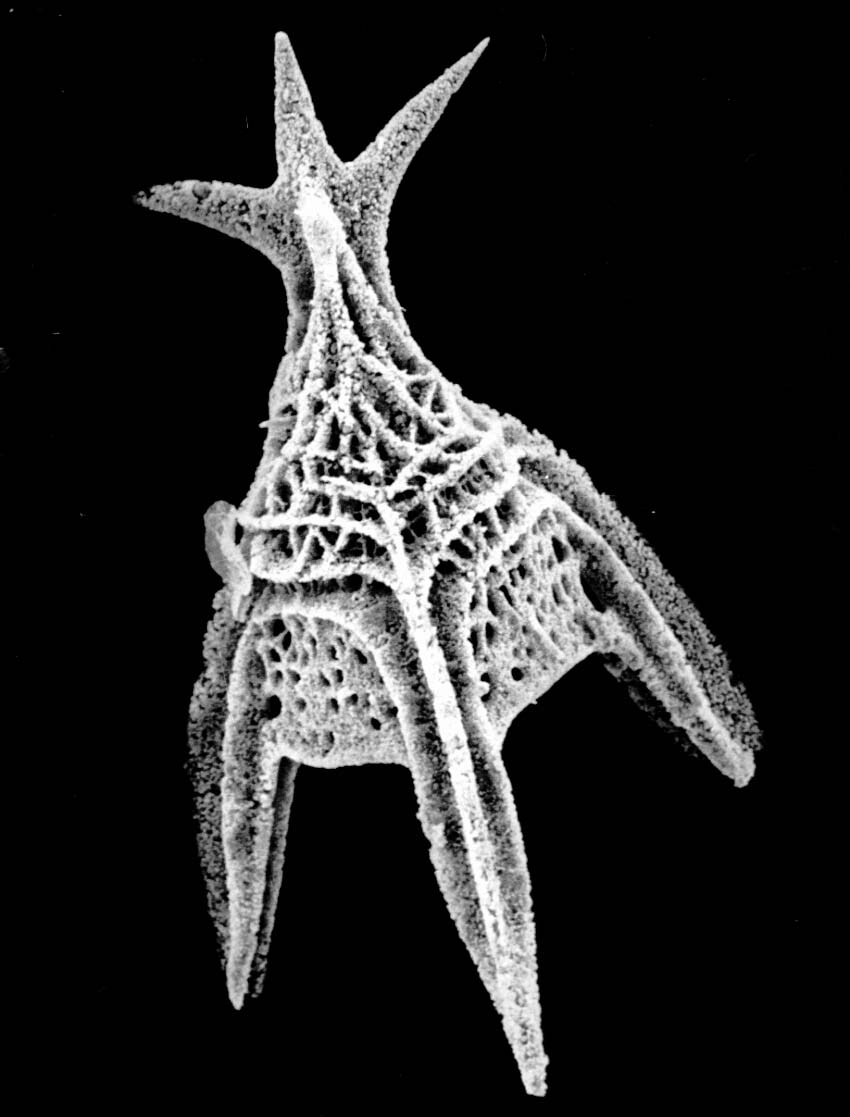
Un radiolaire daté du Jurassique.

Il a rassemblé une communauté de spécialistes au niveau européen, puis mondial, qu’il a animé pendant une quinzaine d’années. Ce groupe InterRad continue à se réunir tous les trois ans depuis lors.
Il a été distingué par des institutions de recherche (CNRS 1984, Académie des sciences 2013, Gand Prix de l'Académie française 2016, Institut de recherche d’URSS 1997) et de sociétés savantes de France (Société géologique de France 1993, Société Française de Géographie 2013) et des États-Unis (American Association of Petroleum Geologists (en) 1983). Médaille d'or de la municipalité d'Esnes en 2002, il a été élu membre correspondant de l’Académie européenne des sciences et des arts et des Lettres en 1997.
En son honneur, le nom d'une vingtaine de fossiles (radiolaires, ostracodes et ammonites) lui ont été dédiés, notamment le genre Weverella et les noms spécifiques deweveri et patrickella dans le cadre de la nomenclature binominale.
Membre de plusieurs associations professionnelles, il a été président de la Société géologique de France (2002-2004) et il fut membre du jury de l’Agrégation (2006-2009) et du CAPES (2010-2013) des Sciences de la vie et de la Terre. Il est Membre de la Conférence Permanente du Patrimoine Géologique au Ministère chargé du développement durable, depuis 1998 et fut responsable de l’Inventaire National du Patrimoine Géologique (2007-2018). Expert scientifique auprès de plusieurs instances, il est notamment consulté pour les sites géologiques candidats à figurer sur la liste du patrimoine mondial de l’humanité (UNESCO) et chairman de l'International Commission for Geoheritage de l'IUGS, membre de la Commission Nationale des sites du patrimoine mondial de UICN, et membre de la WCPA (World commission of Protected Area) de IUGS. Il est aujourd'hui très versé dans la diffusion des connaissances (livres et conférences).

## Publications
Il exerce ou a exercé des fonctions auprès de plusieurs revues spécialisées : Géobios, Géochronique, Palevol (Académie des sciences), Revue de Micropaléontologie, Marine Micropaleontology, Bulletin de la Société Géologique de France. 
Il dirige ou a dirigé six collections de livres[réf. nécessaire] :
- Enseigner les sciences de la Terre : coedit SGF-Vuibert,  (ISBN 2-7117-4069-2)
- inTERREactions : coedit SGF-Vuibert,
- Patrimoine géologique, les stratotypes : coedit MNHN-Biotope
- Balades géologiques en ville : MNHN & Biotope-SGF
- Géosphères : EDP-Sciences
- Terre à portée de main : EDP-Sciences
- "Géologie et ... : EDP Sciences

Parmi les plus connus de ses livres figurent :  
- Radiolarians in the sedimentary record (avec Dumitrica, Caulet, Nigrini  Caridroit) Edit Taylor & Francis, 2001, 533 pages
- Paléobiosphère (avec David B., & Neraudeau D.), édition Vuibert/MNHN, 2010,  810 pages
- Temps de la Terre, temps de l'Homme, Albin Michel, 2012 [5] (prix Eysseric de la Société française de Géographie)
- Carnet de curiosités d'un géologue, Éditions Ellipses, 2012  (ISBN 978-2-7298-7142-0)[6]
- Carnet de curiosités d'un géologue et autres brèves de laboratoire, volume 2, Ellipses, 2013
- La faim du pétrole : une civilisation de l’énergie vue par des géologues (avec Mauriaud P. & Breton P.), 2013, 223 pages EDP Sciences [7]
- Le beau livre de la Terre, Dunod, 2014 — traduit en chinois —
- La Biodiversité de crise en crise (avec Bruno David), Albin Michel, 2015, traduit en chinois

- Prix Léon-de-Rosen 2016 de l'Académie Française -
- Valse des continents (avec Francis Duranthon), EDP-Sciences, 2015
- Eau de la vie, EDP-Sciences, 2015
- Du vert au noir : le charbon (avec François Baudin), EDP-Sciences, 2015
- Terre de météorites (avec Emmanuel Jacquet), EDP-Sciences, 2016, 88 pages
- Quand la vie fabrique des roches (avec Karim Benzerara), EDP-Sciences, 2016, 88 pages
- Le sel, saveur de la Terre (avec Jean-Marie Rouchy), EDP-Sciences, 2016, 93 pages
- Merveilleux microfossiles, Biotope/MNHN, 2016, 256 pages  - traduit en chinois, en anglais -
- Énergie de la Terre (avec Hervé Martin), EDP-Sciences, 2017
- Relief de la Terre (avec Christian Giusti), EDP-Sciences, 2017
- Peinture secrète et sacré : l'ocre (avec Jean-Marie Rouchy), EDP-Sciences, 2018
- Inventaire National du Patrimoine Géologique (avec 5 autres), EDP Sciences, 2018, 256 pages
- Roches à tout faire (avec Annie Cornée), EDP Sciences, 2020, 305 pages
- "Petit guide des roches et minéraux", First edit., 2021, 160 pages
- "Histoires secrètes de cailloux", Belin/Humensis, 2021, 270 pages
- "Paléontologie d'aujourd'hui" (avec S. Charbonnier), EDP Sciences, 2022, 270 pages

Il est l’auteur de plus de 200 publications scientifiques, plus de la moitié dans des revues internationales, d’une vingtaine de chapitres dans des livres, et auteur d’une vingtaine de livres (la plupart sont disponibles au format PDF après sa biographie, pour un usage strictement personnel).
Il a été distingué de l'ordre national du Mérite en 2018.